# Элизабет-Бей
Элизабет-Бей — заброшенный шахтёрский город на южном побережье Намибии, в 25 км к югу от Людерица. Алмазы были впервые обнаружены в этом регионе примерно в 1908 году, однако только в 1989 году правительство Намибии потратило 53 миллиона долларов на разведку и создание на этом месте нового алмазного рудника. Предполагаемый срок службы шахты составляет десять лет, и ожидалось, что она будет добывать 2,5 миллиона каратов алмазов. Шахта была официально открыта Нуйомой Сэмом 2 августа 1991 года и перестала работать примерно в 1998 году.
В 2005 году было объявлено, что рудник будет расширен и был продлён срок службы рудника на восемь лет. Рудник в настоящее время эксплуатируется Namdeb Diamond Corp. Он находится в совместной собственности De Beers и правительства Намибии. По состоянию на 2009 год рудник Элизабет-Бей работал с убытком в размере 76 миллионов долларов США.

## Климат местности
| Показатель              | Янв. | Фев. | Март | Апр. | Май  | Июнь | Июль | Авг. | Сен. | Окт. | Нояб. | Дек. | Год |
| ----------------------- | ---- | ---- | ---- | ---- | ---- | ---- | ---- | ---- | ---- | ---- | ----- | ---- | --- |
| Абсолютный максимум, °C | 21   | 21   | 20   | 19   | 19   | 18   | 18   | 17   | 17   | 18   | 19    | 20   | 18  |
| Абсолютный минимум, °C  | 14   | 14   | 13   | 12   | 11   | 11   | 10   | 10   | 10   | 11   | 12    | 13   | 11  |
| Норма осадков, мм       | 0    | 0,25 | 0,25 | 0,25 | 0,25 | 0,25 | 0,25 | 0,25 | 0    | 0    | 0     | 0    | 1,5 |
| Источник:               |      |      |      |      |      |      |      |      |      |      |       |      |     |